# Sept Secondes en enfer
Pour plus de détails, voir Fiche technique et Distribution.
Sept Secondes en enfer (Hour of the Gun) est un film américain réalisé par John Sturges, sorti en 1967.

## Synopsis
Le 26 octobre 1881 à Tombstone, en Arizona, la bande des Clanton rencontre Wyatt Earp, ses frères Morgan et Virgil Earp et « Doc » Holliday dans un événement qui deviendra légendaire sous l'appellation du « règlement de comptes à O.K. Corral ». De la bande Clanton, seul Ike sort vivant de la bataille. Wyatt Earp est attaqué en justice sous prétexte qu'il n'avait pas autorité pour s'en prendre aux Clanton, mais sort relaxé du procès. Après avoir vu ses deux frères être victimes d'agressions par balles, Morgan y trouvant la mort, Wyatt Earp, accompagné de Holliday, se lance à la poursuite d'Ike Clanton qui s'est réfugié au Mexique, l'affronte en duel et l'abat.

## Fiche technique
- Titre : Sept Secondes en enfer
- Titre original : Hour of the Gun
- Réalisation : John Sturges
- Scénario : Edward Anhalt
- Production : John Sturges
- Musique : Jerry Goldsmith
- Photographie : Lucien Ballard
- Montage : Ferris Webster
- Pays d'origine :  États-Unis
- Langue originale : Anglais
- Genre : western
- Format : couleurs (DeLuxe) - 2,35:1 - Mono - 35 mm
- Durée : 101 minutes[1]
- Dates de sortie :
  - États-Unis : 1er novembre 1967 (New York, première)
  - France : 24 juillet 1968

## Distribution
- James Garner (VF : Jean-Claude Michel) : Wyatt Earp
- Jason Robards (VF : Henri Virlojeux) : Doc Holliday
- Robert Ryan (VF : Georges Atlas) : Ike Clanton
- Albert Salmi (VF : Jean-Henri Chambois) : Octavius Roy
- Charles Aidman (VF : Jean Claudio) : Horace Sullivan
- Steve Ihnat (VF : Denis Savignat) : Andy Warshaw
- Michael Tolan : Pete Spence
- William Windom (VF : Jacques Ferrière) : Texas Jack Vermillion
- Lonny Chapman (VF : Georges Aubert) : Turkey Creek Johnson
- Larry Gates (VF : Fernand Fabre) : John P. Clum
- William Schallert (VF : François Valorbe) : Juge Herman Spicer
- Bill Fletcher (VF : André Valmy) : le Shérif de comté Jimmy Bryan
- Karl Swenson (VF : Georges Hubert) : Dr Charles Goodfellow
- Austin Willis (VF : Pierre Collet) : Anson Safford
- Monte Markham (VF : Daniel Gall) : Sherman McMasters, sheriff de Tucson
- Richard Bull (VF : Roger Rudel) : Thomas Fitch
- Sam Melville : Morgan Earp
- Frank Converse (VF : Jean-Pierre Duclos) : Marshal Virgil Earp
- Jon Voight : Curly Bill Brocius
- Robert Phillips : Frank Stilwell
- Edward Anhalt : Médecin de Denver (non crédité)
- Walter Gregg : Billy Clanton (non crédité)
- David Perna : Frank McLowery (non crédité)
- Jorge Russek (VF : Gérard Hernandez) : Adjoint Latigo (non crédité)
- Jim Sheppard : Tom McLowery (non crédité)

## Commentaires
John Sturges, qui avait réalisé dix ans auparavant Règlements de comptes à OK Corral, reprend l'histoire là où il l'avait laissée, sans qu'on puisse pour autant parler de suite directe du film, les acteurs n'étant pas les mêmes (James Garner dans le rôle tenu par Burt Lancaster et Jason Robards dans celui de Kirk Douglas).[réf. nécessaire]
Les scènes de la fusillade sont reprises dans le film Meurtre à Hollywood où James Garner reprend le rôle de Wyatt Earp et Bruce Willis celui de Tom Mix.[réf. nécessaire]